# 石橋八九郎 (1884年生の実業家)
石橋 八九郎（いしばし はちくろう、前名・松太郎、1884年〈明治17年〉11月 - 没年不明）は、日本の実業家。石橋合名会社代表社員。

## 人物
和歌山県人・先代八九郎の長男。1926年、家督を相続し、前名・松太郎を改め襲名する。
諸会社の重役であり、内外除虫菊、和歌山産業各取締役、紀伊貯蓄銀行常務取締役、内外除虫菊、四十三銀行各監査役などをつとめた。
宗教は真宗。住所は和歌山県海草郡塩津村（現・海南市下津町塩津）。和歌山県在籍。

## 家族・親族
石橋家
- 父・八九郎[1]（1862年 - 1926年、綿ネル商、石橋合名会社代表社員、四十三銀行、紀伊貯蓄銀行各取締役）
- 母・タミ（和歌山、先々代八九郎の二女）[1]
- 弟・英夫（1891年 - ?、和歌山、宮本春吉の養子）[2]
- 養妹[2]
- 妹
  - 千代（1886年 - ?）[2]
  - ユキ（1895年 - ?、和歌山、上山市郎兵衛の妻）[1][3]
  - 秋子（1901年 - ?、和歌山、上山薫の妻）[1][3]
  - 敏子（1904年 - ?、奈良、戸尾善右衛門の弟・真三四の妻）[2]
- 妻・常（1889年 - ?、和歌山士族、寺島良業の二女）[1][3]
- 男（1915年 - ?）[2]
- 男（1921年 - ）[2]
- 四男（1926年 - ）[2]
- 長女・富美子（1911年 - ?、和歌山、水野利一郎の妻）[2]
- 女（1923年 - ）[2]
- 四女（1929年 - ）[2]

親戚
- 上山市郎兵衛（和歌山県多額納税者、内外除虫菊会長）
- 上山英一郎（大日本除虫菊創業者）
- 上山薫（内外除虫菊社長）
- 寺島健（海軍軍人、浦賀船渠、大日本兵器各社長）